# Powayan
Powayan là một thị xã và là một nagar panchayat của quận Shahjahanpur thuộc bang Uttar Pradesh, Ấn Độ.

## Nhân khẩu
Theo điều tra dân số năm 2001 của Ấn Độ, Powayan có dân số 23.417 người. Phái nam chiếm 54% tổng số dân và phái nữ chiếm 46%. Powayan có tỷ lệ 57% biết đọc biết viết, thấp hơn tỷ lệ trung bình toàn quốc là 59,5%: tỷ lệ cho phái nam là 61%, và tỷ lệ cho phái nữ là 52%. Tại Powayan, 15% dân số nhỏ hơn 6 tuổi.